# Whitechapel Boys
Die Whitechapel Boys waren eine Gruppe englisch-jüdischer Künstler in der Zeit von etwa 1910 bis 1914. Der Begriff selbst wurde erst später vom Schriftsteller Joseph Lefkowitz, der selbst zu der Gruppe gehörte, geprägt. Die Gruppe ist nach dem Londoner Stadtteil Whitechapel benannt, in dem sich ein traditionelles Wohnviertel der Juden in London befand.
Mitglieder der Gruppe waren neben Lefkowitz der Schriftsteller und Maler Isaac Rosenberg, der Maler Mark Gertler, der Maler David Bomberg, der Schriftsteller Stephen Winsten, der Schriftsteller und Verleger John Rodker und als einzige Frau die Illustratorin Clare Winsten (geb. Birnberg).